# Agylla umbrifera
Agylla umbrifera är en fjärilsart som beskrevs av Druce. Agylla umbrifera ingår i släktet Agylla och familjen björnspinnare. Inga underarter finns listade i Catalogue of Life.